# Wijken en buurten in Rhenen
De Nederlandse gemeente Rhenen is voor statistische doeleinden onderverdeeld in wijken en buurten. De gemeente is verdeeld in de volgende statistische wijken:
- Wijk 00 Rhenen (CBS-wijkcode:034000)
- Wijk 01 Rhenen Oost (CBS-wijkcode:034001)
- Wijk 02 Rhenen West (CBS-wijkcode:034002)
- Wijk 03 Rhenen Noord (CBS-wijkcode:034003)
- Wijk 04 Grebbeberg (CBS-wijkcode:034004)
- Wijk 05 Randzone (CBS-wijkcode:034005)
- Wijk 06 Binnenveld (CBS-wijkcode:034006)
- Wijk 07 Achterberg (CBS-wijkcode:034007)
- Wijk 08 Uiterwaarden Rhenen (CBS-wijkcode:034008)
- Wijk 09 Remmerden (CBS-wijkcode:034009)
- Wijk 10 Heuvelrug Rhenen (CBS-wijkcode:034010)
- Wijk 11 Heuvelrug Elst (CBS-wijkcode:034011)
- Wijk 12 Uiterwaarden Elst (CBS-wijkcode:034012)
- Wijk 13 Elst (CBS-wijkcode:034013)

Een statistische wijk kan bestaan uit meerdere buurten. Onderstaande tabel geeft de buurtindeling met kentallen volgens het Centraal Bureau voor de Statistiek (2008):
| CBS-buurtcode | Buurtnaam            | Inwonertal | Opp. totaal (ha) | Opp. land (ha) | Ligging                |
| ------------- | -------------------- | ---------- | ---------------- | -------------- | ---------------------- |
| BU03400001    | Rhenen Binnenstad    | 970        | 19               | 19             | Locatie in de gemeente |
| BU03400101    | Cunera               | 480        | 13               | 13             | Locatie in de gemeente |
| BU03400102    | Vogelenzang          | 0          | 11               | 11             | Locatie in de gemeente |
| BU03400103    | Grebbekwartier Zuid  | 520        | 13               | 13             | Locatie in de gemeente |
| BU03400104    | Grebbekwartier Noord | 640        | 22               | 22             | Locatie in de gemeente |
| BU03400105    | Bruine Eng           | 1200       | 22               | 22             | Locatie in de gemeente |
| BU03400201    | Molenberg            | 1460       | 22               | 22             | Locatie in de gemeente |
| BU03400202    | Donderberg           | 870        | 14               | 14             | Locatie in de gemeente |
| BU03400203    | Koerheuvel           | 670        | 11               | 11             | Locatie in de gemeente |
| BU03400301    | Rhenen Hoog          | 2650       | 40               | 40             | Locatie in de gemeente |
| BU03400302    | Domineesberg         | 960        | 23               | 23             | Locatie in de gemeente |
| BU03400303    | Helling Bergweg      | 250        | 41               | 41             | Locatie in de gemeente |
| BU03400401    | Grebbeberg           | 30         | 235              | 228            | Locatie in de gemeente |
| BU03400501    | Randzone             | 400        | 271              | 271            | Locatie in de gemeente |
| BU03400502    | Veeneind             | 200        | 41               | 41             | Locatie in de gemeente |
| BU03400503    | Rhenendael           | 270        | 8                | 8              | Locatie in de gemeente |
| BU03400504    | Prattenburg          | 20         | 95               | 95             | Locatie in de gemeente |
| BU03400601    | Binnenveld           | 920        | 1365             | 1354           | Locatie in de gemeente |
| BU03400701    | Achterberg           | 790        | 24               | 24             | Locatie in de gemeente |
| BU03400702    | De Horst             | 300        | 4                | 4              | Locatie in de gemeente |
| BU03400703    | Achterberg West      | 420        | 10               | 10             | Locatie in de gemeente |
| BU03400801    | Uiterwaarden Rhenen  | 220        | 276              | 168            | Locatie in de gemeente |
| BU03400901    | Remmerden            | 70         | 48               | 48             | Locatie in de gemeente |
| BU03401001    | Heuvelrug Rhenen     | 30         | 728              | 726            | Locatie in de gemeente |
| BU03401101    | Heuvelrug Elst       | 40         | 651              | 651            | Locatie in de gemeente |
| BU03401201    | Uiterwaarden Elst    | 30         | 185              | 142            | Locatie in de gemeente |
| BU03401301    | De Vordel            | 520        | 34               | 34             | Locatie in de gemeente |
| BU03401302    | Elst Centrum         | 2720       | 74               | 74             | Locatie in de gemeente |
| BU03401303    | Het Bosje            | 600        | 17               | 17             | Locatie in de gemeente |
| BU03401304    | Elst West            | 510        | 58               | 58             | Locatie in de gemeente |